# جلسات غير رسمية
الجلسات غير الرسمية (بالإنجليزية: unconference)‏ هو نوع من اللقاءت حيث يُنظمه المشاركون بأنفسهم ويحركون فعاليته. يُطبق هذا المصطلح على مجموعة واسعة من التجمعات الّتي تحاول تجنب واحد أو أكثر من جوانب المؤتمرات التقليدية، مثل ارتفاع الرسوم، والعروض لنتجات تجارية وفرض تنظيم من أعلى إلى أسفل. وهو فعال عندما يكون المشاركون من ذوي الإختصاصت العالية في مجالهم.

## الأسلوب
يعتمد الامؤتمر على فكرة تكنولوجيا الفضاء المفتوح التي طورها هاريسون أوين في الثمانينات من القرن العشرين. وبذلك، يقوم المشاركون بتحديد جدول المنقاشات بأنفسهم. فكل من يريد طرح مسألة أو موضوع على النقاش، يقوم بعرضها على المشاركين محددا الموضوع وزمان المناقشة ومكان التجمع. ويكون النقاش جماعيا ومفتوحا بعكس المحاضرة من قبل شخص واحد كما يحدث في المؤتمرات العادية. وبالعادة، يتقدم أحد المشاركين إلى مقدمة مكان الحدث ويدلي بدلوه حول الموضوع ثم يعود إلى مكانه بعد نقاش مستفيض حول أفكاره ومنثم، يأخذ مشارك أخر الساحة بدلا عنه.

## التسمية
طرح مصطلح «لامؤتمر» في خلال أحد محاضرات مؤتمر مطوري أك أم أل في عام 1998. واستعمله لين بريور عندما شرح فكرة بلوغركون. وشاعت التسمية في عام 2006، عندما طبقت سي أن أن ماني (CNNMoney) هذا النوع من الأمؤتمرات على مجموعة من فعالياتها مثل مخيم فو، باركامب (BarCamp)، وبلوغركومب (Bloggercon)، ومخيم ماشب.

## أساليب التيسير
هناك العديد من أساليب التيسير (facilitation) المستعملة في اللامؤتمرات منها:
- باركامب
- طيور الريش (حاسوب)
- دوتموكراسي
- إدكامب
- مناقشات حوض السمك
- مقهى المعرفة
- خطاب البرق
- تكنولوجيا الفضاء المفتوح
- بيتشاكوتشا
- فذلكة سريعة
- جمع-تعلم